# Memorie di una ladra
Memorie di una ladra è un romanzo dell'autrice italiana Dacia Maraini del 1972.
Dal libro è stato tratto il film del 1973 Teresa la ladra.

## Genesi dell'opera
L'autrice dichiara che ad ispirare la figura di Teresa Numa, la protagonista del romanzo, fu una detenuta da lei conosciuta nel 1969, durante un'inchiesta giornalistica sulla condizione delle carceri femminili italiane da Trieste a Palermo, e poi rivista, frequentata e seguita nelle sue spregiudicate avventure. Altri spunti la Maraini ha aggiunto alle vicende della sua protagonista attingendo a quelle orecchiate sulla vita di altre carcerate.

## Trama
Teresa Numa nasce ad Anzio nel 1917, in una famiglia umile ma non miserevole: il padre gestisce un'osteria ed è proprietario di diversi appezzamenti agricoli. La bambina cresce trascurata tra i numerosi fratelli, poco considerata dai genitori. 
Dopo la morte della madre di Teresa, il padre si mette a convivere more uxorio con un'altra donna soprannominata Doré la Lunga; Teresa, che non va d'accordo con lei, si trasferisce dalla zia Nerina. Con due amiche compie il suo primo crimine, una violazione di domicilio, per la quale è condannata a due anni, poi amnistiati. 
A diciott'anni rimane incinta di Sisto, figlio di un ferroviere e ferroviere egli stesso, che dopo il parto sposa, nonostante la contrarietà del padre di lei. Le sorelle di Sisto odiano Teresa e, in accordo con Sisto, la fanno internare in un manicomio. Grazie all'aiuto di un'infermiera riesce a contattare suo fratello Nello, che la va a riprendere. Sisto viene poi licenziato dalle ferrovie per aver fatto un ammanco alla cassa e con Teresa e il figlio Maceo si trasferisce a Roma, dove inizia a frequentare compagnie equivoche di ladri e prostitute, per poi fuggire con la sua amante Rita. Teresa torna ad Anzio, in casa del fratello Nello; poi, avendo avuto notizia della rottura tra Rita e Sisto, si reca in Sicilia, dove il marito sta prestando servizio nell'esercito (è in corso la Seconda guerra mondiale). Dopo un estenuante viaggio in ferrovia ritrova Sisto; in quei momenti avviene la caduta di Mussolini e insieme risalgono la Penisola, ma a causa di un bombardamento vengono separati. Sisto torna a Roma dopo due mesi e riprende a vedere le sue amanti, così Teresa decide di lasciarlo. La sua amica Egle le presenta Lilia e Gemma, due ladre matricolate che la coinvolgono nei loro furti. Vengono beccate e Teresa fa per la prima volta l'esperienza del carcere, prima alle Mantellate poi a Frosinone; anche suo fratello Orlando, comunista, viene imprigionato per reati comuni che la sua ingenuità gli fa apparire come atti rivoluzionari.
Scaduta la sua pena, Teresa torna per un po' da Nello, la cui moglie è gravemente malata e di lì a poco muore. Va di nuovo a Roma a trovare i ladri suoi amici; una notte viene fermata e rilasciata la mattina successiva. Per un po' di tempo vende olio al mercato nero con la sua conoscente Edera quindi, assieme alla sua amica Dina, viene assunta come soubrette per inscenare spettacoli per le truppe americane. Durante la loro prima tournée a Caserta un poliziotto nota però delle irregolarità nei tesserini e la loro carriera finisce prima d'iniziare. Dina propone allora di dedicarsi all'attività di borseggiatrici a Genova, dove non sono conosciute, abbindolando gli uomini grazie al loro fascino. Da Genova si spostano a Milano - quindi a Roma, avendo finito i soldi. Qui Teresa fa la conoscenza di Rinuccia, detta la Spagnola, una bella mora che suggerisce nuove occasioni di furto. A Nervi Teresa e Dina rubano una borsa che si rivela piena di denaro falso. 
Un compaesano rivela poi a Teresa che suo fratello Libero, ritornato da un campo di prigionia in India, si è suicidato gettandosi sotto un treno. Va così alle sue esequie, prima di rimettersi a rubare portafogli con Dina.
In una sala da ballo Teresa conosce Tonino Santità, un giovane veneto che lavora come autista per un ministero, e se ne innamora. Presto però si ritrova in ristrettezze economiche e Tonino, temendo di essere accusato di complicità nei crimini della donna, fa perdere le proprie tracce. Teresa viene arrestata un'altra volta e nuovamente incarcerata; all'uscita si mette a fare la borseggiatrice con la Spagnola, che però non ha la destrezza di Dina e piuttosto che rubare preferisce farsi mantenere da un vecchio vizioso - e, dopo aver perso l'amante, battere il marciapiede. Teresa invece si rifiuta di darsi alla prostituzione.  Un giorno le viene un attacco di peritonite che la costringe al ricovero in ospedale, dove le viene fatto un intervento che le salva la vita ma la rende sterile. Di lei s'invaghisce un sarto agiato e strabico, che soprannomina Occhi Lustri e che respinge; si prende invece come amante Ercoletto, un uomo prestante cognato dell'infermiere che le fa a domicilio le iniezioni per evitare ricadute della peritonite. Ercoletto lavora come fattore al Pantano Borghese, di proprietà del conte Tolentino, ma si lamenta di aver troppo da fare, così si licenzia. Con Teresa prima cerca funghi commestibili nei boschi, poi si mette a fare delle frodi alimentari, aggiungendo piccole quantità d'olio d'oliva a latte di olio di semi che poi rivendono come extravergine d'oliva. Un giorno i due incontrano Occhi Lustri, che schernisce Teresa per averlo rifiutato; Ercoletto l'affronta, ma il sarto chiama tre amici perché gli diano man forte, così Ercoletto, vistosi in inferiorità, estrae il coltello e ferisce il sarto, che lo denuncia. Ercoletto e Teresa si danno alla macchia per un po' di tempo, poi l'uomo è arrestato; la stessa sorte capita alla sua amante, che comunque poco dopo beneficia di un'amnistia. 
Teresa accetta di fare da testimone per Natalina, un'ex prostituta sua amica affinché questa ottenga dal padre del suo amante 500.000 lire in cambio del ritiro di una denuncia per sfruttamento della prostituzione. Il vecchio però si presenta all'appuntamento con la polizia, che arresta le due donne per estorsione. Dopo otto mesi di carcere l'innocenza di Teresa viene riconosciuta; questa va da Ercoletto, anch'egli rilasciato, in casa della sorella di lui. Ercoletto si offre di sposarla, ora che è vedova, ma Teresa rifiuta perché è sterile. Insieme riprendono il commercio dell'olio, ma presto Ercoletto finisce di nuovo in prigione per un furto di stoffe effettuato con altri complici.
Muore il padre di Teresa, e al funerale la donna si rende conto di essere stata emarginata dai fratelli, tranne che da Orlando, non presente perché ancora in prigione. La protagonista si mette in società con Zina Teta, che le insegna a fare acquisti con traveller's chèque su cui è stata falsificata la firma, finché questo non le procura un nuovo arresto. È tradotta prima a Rebibbia poi, a causa di un atto di autolesionismo, al manicomio criminale di Pozzuoli, dove la sua salute deperisce finché non viene riconosciuta sana di mente e, scontata la pena, è rimandata libera. A Roma prende in affitto con Ercoletto una camera in casa della Spagnola e per un po' si fa mantenere dal suo uomo. Inizia a prendersi cura di Orlandino, il figlio di Orlando, come se fosse sua madre, che invece vorrebbe metterlo in collegio. Ercoletto, che si è messo nei guai con un usuraio, è arrestato per un furto commesso per rifonderlo; la stessa sorte tocca a Teresa, che viene trasferita al carcere di Perugia. 
Ritornata alla vita civile, si riprende il nipote Orlandino e viene a sapere dal padre di questi che, grazie ad un articolo pubblicato su un rotocalco da un giornalista che l'ha intervistato, era stato considerato riabilitato e scarcerato. Accade però che Orlando, accusato di aver compiuto un furto, sostenga che questo sia stato in realtà effettuato da altri in combutta con un maresciallo dei carabinieri e che uccida quest'ultimo, ottenendo così un'altra condanna.
Teresa vorrebbe instaurare un rapporto con suo figlio Maceo, che ha trovato un buon impiego alla Pirelli, ma questi rifiuta di rivedere la madre, che le zie gli hanno descritto come una persona immorale. Senz'altri mezzi di sostentamento, ricomincia con le truffe dei traveller's chèque grazie alla complicità del cameriere di un albergo, finché queste non vengono scoperte. Finisce in prigione per aver tentato d'incassare con un'amica un assegno rubato. Raccontando dal carcere la conclusione delle sue vicende, esprime il desiderio di trovare un modo legale per vivere e di tenere una casa con Ercoletto e Orlandino.

## Stile
La struttura di Memorie di una ladra appare simile a quella dei romanzi picareschi. La narratrice in prima persona fa uso di un linguaggio ricalcato sul parlato, con l'uso di vocaboli dialettali o, nel caso di termini stranieri, malamente adattati.

## Edizioni
- Memorie di una ladra, collana Letteratura moderna, Milano, Bompiani, 1972.
- Memorie di una ladra, Milano, Euroclub, 1976.
- Memorie di una ladra, collana Tascabili, n. 60, Milano, Bompiani, 1977.
- Memorie di una ladra, Milano, Fratelli Fabbri Editori, 1979.
- Memorie di una ladra, collana Superbur. Narrativa, n. 143, Milano, Rizzoli, 1993, ISBN 88-17-11443-X.
- Memorie di una ladra, collana BUR. Scrittori contemporanei, Milano, Rizzoli, 2004, ISBN 978-88-17-11443-1.
- Memorie di una ladra, in  Dacia Maraini, Romanzi, collana Firme oro, n. 3, Milano, Rizzoli, 2006, ISBN 88-486-0340-8.